# Dong Jun
Dong Jun (en chino: 董军; Yantai, 1961) es un almirante chino del Ejército Popular de Liberación (EPL) que se ha desempeñado como el decimocuarto Ministro de Defensa Nacional desde diciembre de 2023. Se desempeñó como Comandante de la Armada del Ejército Popular de Liberación desde septiembre de 2021 hasta diciembre de 2023. El 29 de diciembre de 2023, fue nombrado ministro de Defensa Nacional para reemplazar a Li Shangfu, que fue destituido de su cargo dos meses antes de su nombramiento en octubre de 2023. Es el primer ministro de Defensa Nacional proveniente de la Marina del EPL.

## Biografía
En 1978, Dong fue admitido en la Academia Naval de la Armada de Dalian. Después de graduarse, comenzó su servicio en la Armada en 1979. Se ha desempeñado sucesivamente como jefe del departamento de entrenamiento militar del Comando Naval del Ejército Popular de Liberación de China, subjefe de estado mayor de la Flota de Beihai y comandante de la unidad 92269 de la Marina.
En 2013, Dong fue nombrado comandante adjunto de la Flota del Mar del Este, y ocupó ese cargo hasta diciembre de 2014, cuando fue nombrado jefe adjunto de Estado Mayor de la Armada del Ejército Popular de Liberación. En enero de 2017, fue ascendido a comandante adjunto del Comando del Teatro del Sur. En marzo de 2021, se convirtió en subcomandante de la Armada del Ejército Popular de Liberación, ascendiendo a comandante en agosto de 2021. Fue nombrado comandante de la Armada del EPL en septiembre de 2021. Fue sucedido como comandante por Hu Zhongming en diciembre de 2023.
Fue ascendido al rango de contraalmirante (shaojiang) en julio de 2012, vicealmirante (zhongjiang) en julio de 2018 y almirante (shangjiang) en septiembre de 2021.
El 29 de diciembre de 2023, la Asamblea Popular Nacional de China nombró a Dong como ministro de Defensa Nacional, lo que convierte a Dong en el primer ministro de defensa en venir de un entorno naval. Según el politólogo Wen-Ti Sung, la selección de Dong como ministro de defensa fue el signo de las purgas en curso dentro de la Fuerza de Misiles del Ejército Popular de Liberación y el Departamento de Desarrollo de Equipos de la Comisión Militar Central.